# Útěchov
Útěchov là một làng thuộc huyện Svitavy, vùng Pardubický, Cộng hòa Séc.